# Light-sport aircraft

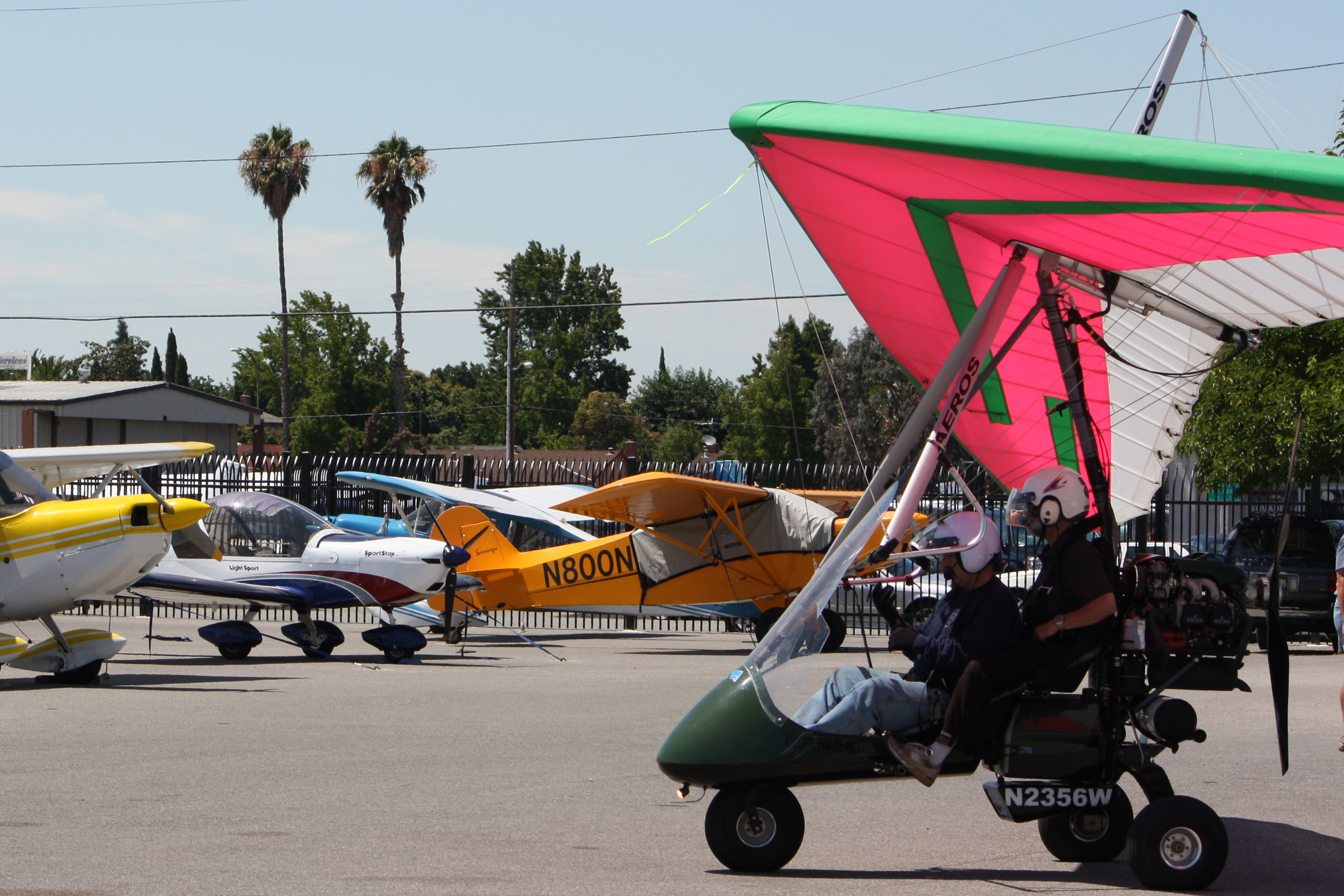
Três tipos de aeronaves esportivas leves:
em primeiro plano, um triciclo "E-LSA Antares USA Ranger" controlado por deslocamento de peso;
ao fundo, um "S-LSA Evektor SportStar"
e um "L-LSA Zlin Aviation Savage Cub".

Light-Sport Aircraft (LSA) ou "aeronave esportiva leve", é uma categoria relativamente nova de aeronaves pequenas e leves, simples de voar. Os LSAs tendem a ser mais pesados e sofisticados do que as aeronaves ultraleves (também conhecidas como "microlight" ou "microleves"), mas as restrições de especificação para "LSA", de peso e desempenho, separam a categoria das aeronaves classificadas como "de aviação geral" ou "General Aviation" (GA) já estabelecidas. Não existe uma descrição padrão mundial de uma "LSA".

## As LSA em diferentes países
As autoridades aeronáuticas nacionais em diferentes países têm suas próprias especificações e regulamentações particulares que definem a categoria "LSA".
Por exemplo, na Austrália, a "Civil Aviation Safety Authority" (CASA) define uma "aeronave esportiva leve" como uma aeronave mais pesada que o ar ou mais leve que o ar, que não seja um helicóptero, com um peso bruto máximo de decolagem não superior a 560 kg (1.235 lb) para aeronaves mais leves que o ar; 600 kg (1.323 lb) para aeronaves mais pesadas que o ar não destinadas à operação na água; ou 650 kg (1.433 lb) para aeronaves destinadas à operação na água. Deve ter uma velocidade máxima de estol de 45 nós (83 km/h; 52 mph) na configuração de pouso; no máximo dois assentos; não há limite de velocidade máxima a menos que seja um planador, que é limitado a Vne 135 kn CAS; material rodante fixo (exceto aeronaves anfíbias, que podem ter engrenagem reposicionável, e planadores, que podem ter engrenagem retrátil); uma cabine não pressurizada; e um único motor sem turbina que aciona uma hélice se for uma aeronave motorizada.
Nos Estados Unidos, vários grupos distintos de aeronaves podem voar como esporte leve. As aeronaves certificadas existentes e as aeronaves experimentais construídas por amadores que se enquadrem na definição listada no documento: "14CFR1.1 são aceitáveis, assim como as aeronaves construídas de acordo com um padrão de consenso da indústria em vez dos requisitos de aeronavegabilidade da FAA. O padrão de consenso aceito é definido pelo "ASTM International Technical Committee F37". Aeronaves construídas de acordo com o padrão de consenso podem ser construídas de fábrica e vendidas com uma certificação de aeronavegabilidade especial (S-LSA) ou podem ser montadas a partir de um kit sob as regras experimentais (E-LSA) sob aeronavegabilidade experimental. Uma empresa deve ter produzido e certificado pelo menos um S-LSA para ter permissão para vender kits E-LSA do mesmo modelo. Os kits E-LSA não estão sujeitos ao requisito normal de construção amador experimental (E-AB) 14 CFR 21.191, que identifica uma aeronave, "a maior parte da qual foi fabricada e montada por pessoas que realizaram o projeto de construção exclusivamente para sua própria educação ou recreação".
No Brasil, foram adotadas as mesmas identificações usadas nos Estados Unidos, ou seja: "S-LSA" (para "especiais") e ""E-LSA (para "experimentais").

## Light-Sport Aircraft e a FAA
A FAA define uma "aeronave esportiva leve" ou "Light-Sport Aircraft" como uma aeronave, que não seja um helicóptero ou "elevador motorizado", que, desde sua certificação original, continua atendendo ao seguinte:
1. Máx. peso bruto de decolagem: 1.320 lbs (600 kg) ou 1.430 lbs para hidroaviões (650 kg)
2. Máx. velocidade de estol: 45 nós (83 km / h; 52 mph) CAS
3. Máx. velocidade em vôo nivelado (ao nível do mar na atmosfera padrão dos EUA): 120 nós (220 km / h; 140 mph) CAS
4. Máx. assentos: dois
5. Máx. motores / motores: um (se alimentado)
6. Hélice: passo fixo ou ajustável no solo
7. Cabine: despressurizada
8. Sistema de rotor de duas pás de passo fixo, semirrígido, oscilante, no caso de giroplano.
9. Trem de pouso: fixo (exceto para hidroaviões e planadores)

Em junho de 2012, a FAA indicou que revisaria novamente o programa LSA depois que seus próprios estudos indicaram que "a maioria" dos fabricantes de LSA que inspecionaram não conseguiu demonstrar que estavam em conformidade com os padrões. O anúncio da FAA disse que, como resultado, a "política original de confiança nas Declarações de Conformidade dos fabricantes" ... "deve ser reconsiderada." A AOPA apontou que este é um desenvolvimento normal de um padrão de amadurecimento e não esperava nenhuma mudança significativa nas regras, apenas mais escrutínio por parte da FAA para garantir o cumprimento.